# Kim Myeong-guk

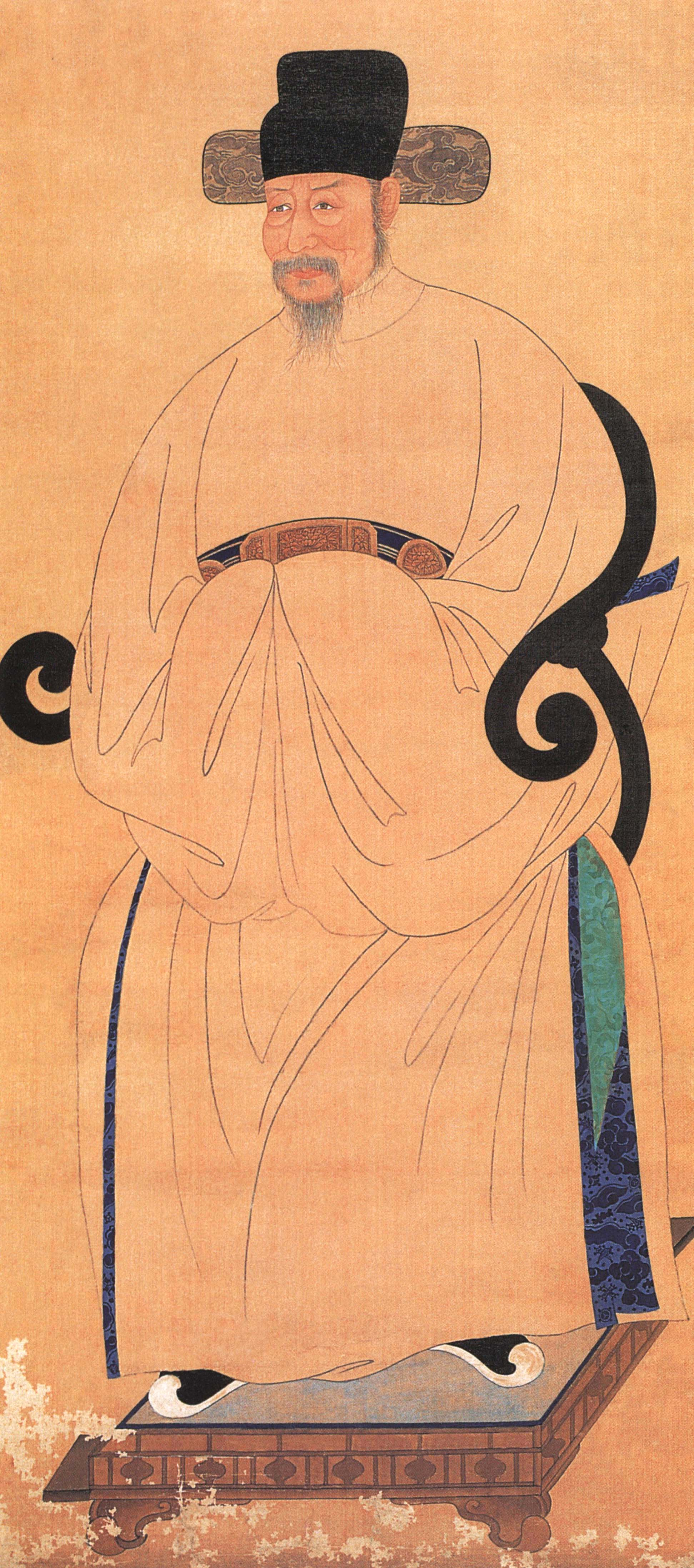
Kim Myeong-guk
Hangul: 김명국
Hanja: 金明國

Kim Myeong-guk (1600-~1662)fue un pintor del período de Dinastía Joseon de Corea.

## Galería

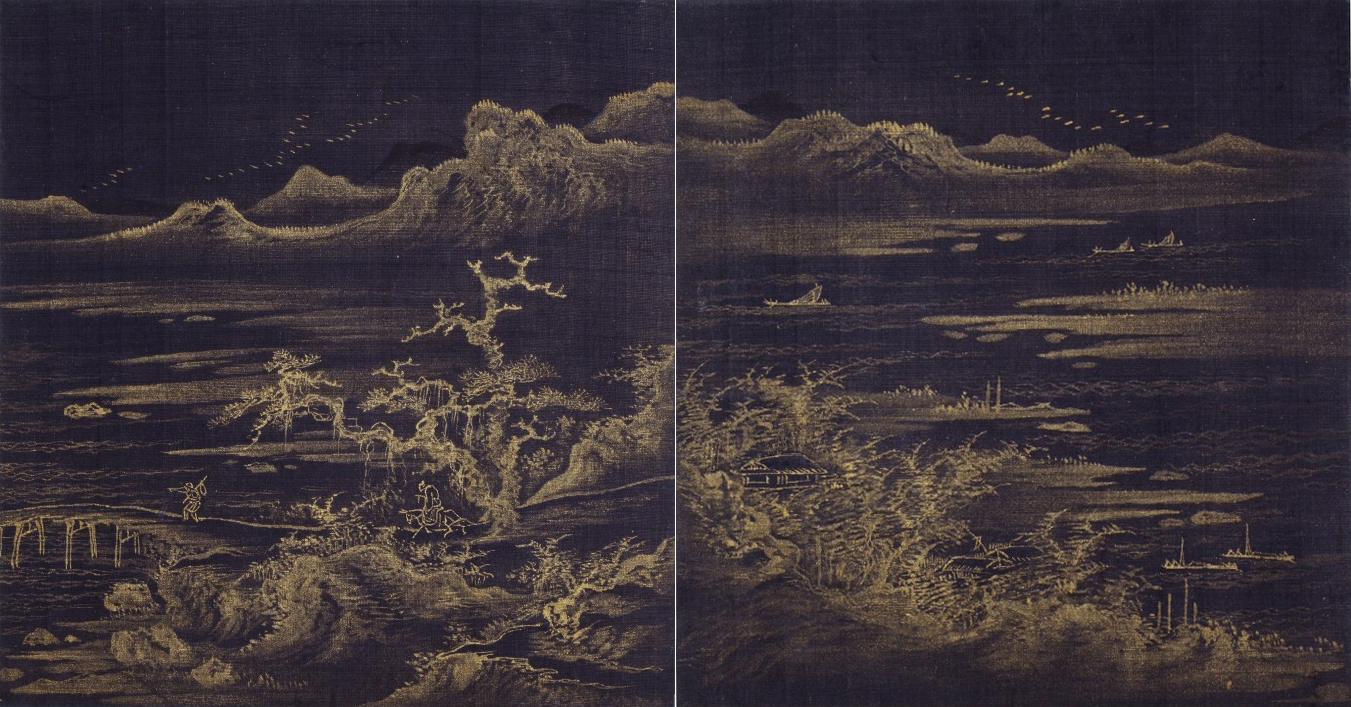
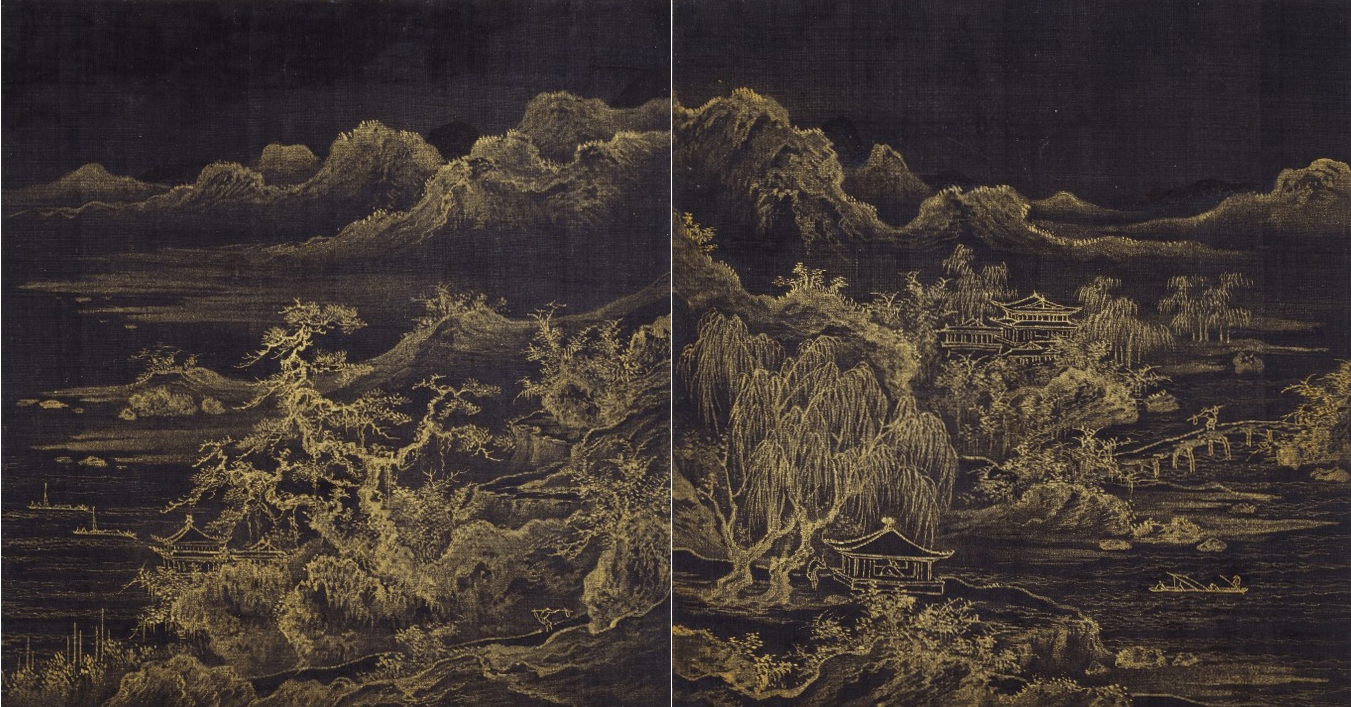
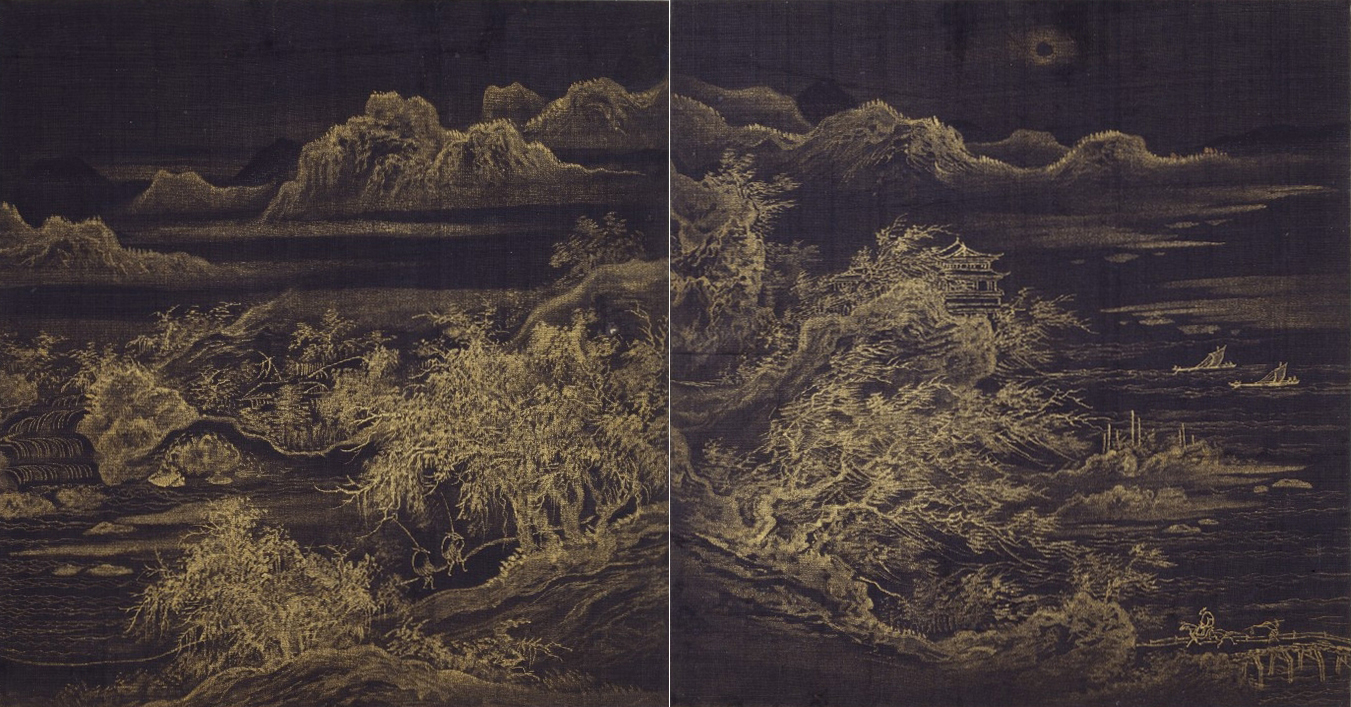